# Кестхељ
Кестхељ (мађ. Keszthely) град је у средишњој Мађарској. Кестхељ је други по величини град у оквиру жупаније Зала.
Град има 21.201 становника према подацима из 2008. године.
Кестхељ је после Шиофока најпознатије туристичко одредиште на Балатону.

## Географија
Град Кестхељ се налази у западном делу Мађарске. Од престонице Будимпеште град је удаљен 180 километара западно.
Кестхељ се налази у западном делу Панонске низије, на најзападнијој тачки језера Балатон. Град се налази и на најјужнијим падинама Бакоњске горе.

## Становништво
По процени из 2017. у граду је живело 19.652 становника.
| 1990.  | 2001.  | 2011.  | 2017.  |
| ------ | ------ | ------ | ------ |
| 22.234 | 22.377 | 20.619 | 19.652 |

## Партнерски градови
- Лањцут
- Пиран
- Бопард

- Дворац Фештетич
- Главна пешачка улица
- Градска католичка црква